# Trace Toca
 (février 2025).
Motif : Pertinence encyclopédique ? Une mention dans l'article principal Trace Group ne serait-elle pas suffisante ?
- Archive Wikiwix
- Bing
- Cairn
- DuckDuckGo
- E. Universalis
- Gallica
- Google
- G. Books
- G. News
- G. Scholar
- Persée
- Qwant
- (zh) Baidu
- (ru) Yandex
- (wd) trouver des œuvres sur Wikidata

| 1. | Préciser le motif de la pose du bandeau. | Précisez le motif de la pose du bandeau en utilisant la syntaxe suivante : {{admissibilité à vérifier\|date=mars 2025\|motif=remplacez ce texte par le motif}}                  |
| 2. | Informer les utilisateurs concernés.     | Pensez à avertir le créateur de l'article, par exemple, en insérant le code ci-dessous sur sa page de discussion : {{subst:avertissement admissibilité à vérifier\|Trace Toca}} |

Pour les articles homonymes, voir Trace.
Trace Toca est une chaîne de télévision musicale créé en 2014 en langue portugaise consacrée aux musiques afro-lusophones, diffusée en Afrique lusophone en Angola et en Mozambique sur le canal 595 de DStv.

## Historique
Trace Toca est une nouvelle chaîne de Trace TV lancée le 22 juillet 2014 en Afrique lusophone en Angola et au Mozambique.
Trace Toca propose une approche unique de la musique et de la culture afro-lusophone. Elle propose une programmation musicale des musiques en provenance de l’Angola, du Mozambique, du Cap-Vert, de la Guinée-Bissau, du Brésil et des Caraïbes (kizomba, kuduro, zouk, cabo love, semba, samba, afro house, afro pop…) ainsi que des interviews d’artistes lusophones, des concerts et des émissions spéciales.

### Identité visuelle

Ancien logo.
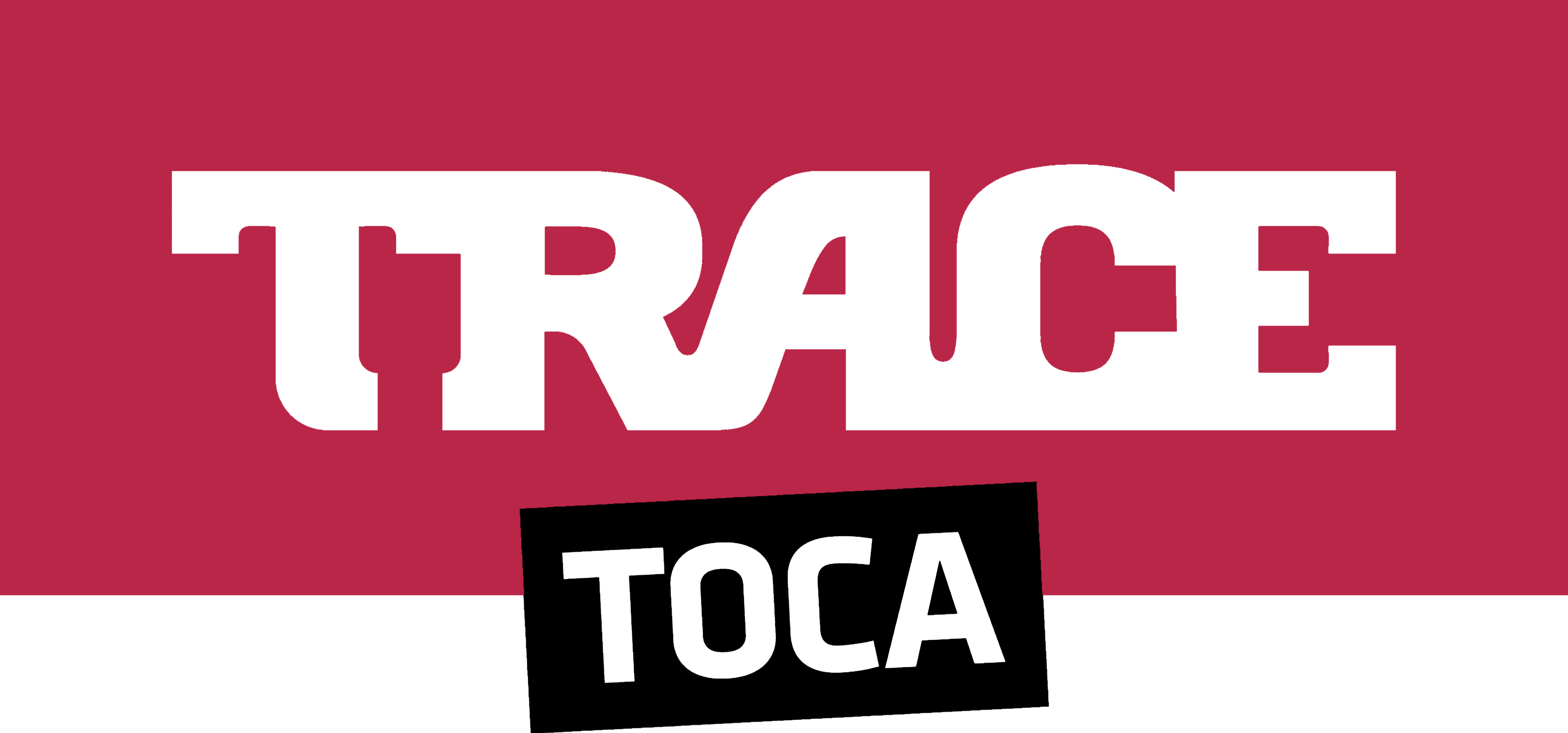
Ancien logo.
Logo de Trace Toca depuis le 3 novembre 2022.

### Slogans
- 2014 : Gostamos Da Musica
- 2016 : A Paixão Da Musica
- 2018 : We Are A Paixão Da Musica

## Diffusion
Trace Toca est disponible sur DStv en Angola et au Mozambique dans les bouquets « Bue » (Premium), « Grande » (Compact) et « Facil » (Access) sur le canal 595. Trace Toca est disponible en France depuis juin 2015 en exclusivité chez Numericable-SFR via la box fibre canal 262 et via la box adsl canal 620.
Depuis le 23 novembre 2015, la chaine est également disponible chez Free sur le canal 272 de la Freebox.
La Chaîne également disponible sur la TV d’Orange via le bouquet lusophone chaîne 457.